# Accord de Caserte
 Voir le traité sur Wikisource
L'accord de Caserte, en grec moderne : Συμφωνία της Καζέρτας / Simfonía tis Kazértas, est signé le 26 septembre 1944, entre le gouvernement grec en exil, conduit par Geórgios Papandréou, le commandement britannique au Moyen-Orient, le front de libération nationale (EAM)/l'Armée populaire de libération nationale grecque (ELAS) et la ligue nationale démocratique grecque (EDES), à Caserte en Italie. L'accord prévoit que toutes les forces de résistance qui opèrent jusqu'alors en Grèce soient placées sous la direction du gouvernement grec et sous le contrôle du général Ronald Scobie. 
L'accord de Caserte est obtenu malgré les vives inquiétudes du Parti communiste de Grèce (KKE) et des milieux d'extrême droite. L'inquiétude des courants de l'ELAS, pendant l'accord de Caserte, est intense. Dès qu'Áris Velouchiótis, le chef de l'ELAS, en est informé, il convoque une réunion de commandants de l'ELAS, à Lamía où il propose la prise du pouvoir par la violence. Cependant, la majorité des rebelles sont réticents à prendre ce risque, car ils se retrouveraient contre les Alliés, et la tentative de créer un autre régime peu clair serait plutôt inappropriée. 
On ne sait pas exactement ce qui est discuté dans l'accord de Caserte. Cependant, la direction de l'EAM décide de changer de politique et, sous la pression soviétique, elle devient plus conciliante. 
En totale contradiction avec les conditions précédentes, que l'EAM avait exigées, sous le contrôle du nouveau gouvernement grec, il participe au gouvernement d'unité nationale en abandonnant ses précédentes demandes pour des ministères spécifiques. 
Le gouvernement est formé le 15 août 1944 avec la participation de six membres de l'EAM. Dans les semaines qui suivent, avec le retrait progressif des forces d'occupation allemandes de Grèce, une inquiétude généralisée se fait jour, tant au sein du gouvernement Papandreou que du côté britannique, quant au rôle dominant de l'ELAS dans les zones libérées.
Malgré les tentatives pour éviter la guerre civile, la bataille d'Athènes éclate en décembre 1944, trouvant l'ELAS face aux troupes grecques du gouvernement, de la police, des anciens bataillons de sécurité et l'aide des militaires Britanniques, toujours plus nombreux dans le pays.

## Source de la traduction
- (en) Cet article est partiellement ou en totalité issu de l’article de Wikipédia en anglais intitulé « Caserta Agreement » (voir la liste des auteurs).